# ОШ „Кнез Лазар” Велики Купци
ОШ „Кнез Лазар” Велики Купци је основна школа у Граду Крушевцу. Налази се у улици Расинска бр. 1, Велики Купци, Крушевац. Школи припадају подручна одељења у Мајдеву, Ћелијама и Себечевцу.

## О школи[1]
Основна школа ″Кнез Лазар″ се налази на 22 километра од Крушевца, 200 метара од подјастребачког села В. Купци, на десној страни регионалног пута Крушевац – Приштина. Основну школу у Купцима похађају ученици из Великих и Малих Купаца, Штитара, Шогоља, Малог и Великог Гркљана, Грабака, Суваје, Себечевца, Мајдева, Ћелија. На том простору организоване су три Месне заједнице: Купци, Мајдево и Ћелије. Године 1943. школи су припојене школе у Јабланици, Мајдеву, Себечевцу и Ћелијама. Али, 1991. године издвојено одељење у Јабланици је одлуком СО Крушевац, припојено школи у Горњем Степошу.
Осим матичне школе ту су и три подручна одељења: Мајдево, Себечевац и Ћелије. Њих похађају ученици од првог до четвртог разреда.
Године 2009. изашао је први број школског часописа "Кнежева ризница".

## Активности у школи
Неке од активности у школи
- Учешће у пројекту „Заједно и безбрижно кроз детињство”[3]
- Спроведена услуга групног каријерног саветовања и вођења, Програм „Знањем до посла – Е2Е“[4]